# هیکاری ناکادا
هیکاری ناکادا (انگلیسی: Hikari Nakade؛ زادهٔ ۶ دسامبر ۱۹۸۸) بازیکن فوتبال است که در تیم ملی فوتبال زنان ژاپن بازی کرده‌است.